# Рута-110

Комплекс «РУТА-110»

«РУТА-110» — комплекс устройств ввода-вывода/хранения/обработки информации, предназначенный для построения систем обработки данных. Разработан в 1968 году в СКВ вычислительных машин, г. Вильнюс, руководитель проекта — A. Немейкшис. Выпускался с 1969 по 1972 год на Вильнюсском заводе вычислительной техники, всего выпущено 37 комплексов.
В состав комплекса входит:
- Процессор «Рута-111», выполняющий вычисления и управляющий другими устройствами. Оперативная память на 16 тысяч символов, длина символа — 8 бит. Быстродействие — 5,5-9 тыс. оп/с. Представление чисел — двоично-десятичное с фиксированной запятой.
- Перфокарточное устройство ввода-вывода Р601.
- Устройство ввода-вывода на перфоленту R503A. Скорость ввода — 1000 строк в секунду, вывода — 80 строк в секунду.
- Запоминающие устройства со сменными кассетами магнитных дисков R401
- Алфавитно-цифровое печатающее устройство (АЦПУ) 128-2M. Скорость печати — 400 строк в минуту. Использовалась рулонная бумага шириной 420 мм.
- Пульт управления R201 с печатающей машинкой

Дополнительные устройства:
- От двух до восьми запоминающих устройств (ЗУ) на магнитных лентах
- До восьми ЗУ на магнитных дисках
- Дополнительное перфокарточное устройство ввода-вывода
- Устройство сбора и выдачи данных для связи процессора: с устройствами регистрации данных, устройствами передачи данных по телефону, связи с телетайпами, телеграфным каналом, устройством связи с другим процессором «Рута-111», и другими устройствами.

Комплекс «Рута-110» допускал выполнение до трёх программ одновременно, параллельно вычислениям выполнялось взаимодействие процессора с внешними устройствами.
В настоящее время комплекс «Рута-110» можно увидеть в Музее истории связи, г. Каунас.